# Виктория (фильм, 1987)
«Виктория» (киновариант: «Бумажный патефон») — советский телефильм 1987 года режиссёра Дмитрия Долинина, мелодрама по мотивам пьесы Александра Червинского «Счастье моё…» (1983) о любви молодой учительницы и курсанта военного училища.

## Сюжет
Действие происходит после окончания войны, в пережившем блокаду Ленинграде. Много горя выпало на долю молодой учительницы Виктории, оставшаяся сиротой, неизлечимо больная, не обладает внешней красотой. Но она очень хочет ребёнка, девочку. Виктория хочет забеременеть, для чего избирает путь, как ей видится, единственно возможный, пренебрегая «общепринятыми правилами поведения». Заманивает к себе домой, а точнее в школу, где она работает и где у неё есть своя каморка, где она живёт, курсанта военного училища. И здесь случается то, что входило в намерения девушки. Но за одну ночь их отношения проходят быстрое развитие, зарождается чувство любви. Юный курсант готов жениться на девушке. Но Виктория понимает, что он, став отцом её ребёнка, не может стать ей мужем — иначе поломает себе судьбу.

## В ролях
- Анжелика Неволина — Виктория
- Глеб Сошников — Сенечка Чижов, курсант
- Елизавета Никищихина — Лидия Ивановна, директор школы
- Николай Пастухов — Оскар Борисович
- Андрей Краско — начальник патруля
- Юрий Кузнецов — отец Виктории
- Михаил Кураев — доктор

## Критика
Отмечалось, что эта «тонкая, поэтичная лента» как и многие телефильмы того периода прошла почти незамеченной.

Экранизация известной в свое время пьесы Александра Червинского «Счастье моё…» с её пафосом героического торжества бытия над всеми преградами в трактовке Долинина была, пожалуй, пафоса лишена, и даже то обстоятельство, что действие происходит после войны, не бросалось в глаза назойливыми стилистическими ухищрениями. Долинина волновали, скорее, кружева любовного диалога и прелестная женственная хрупкость жизни — не случайно в четырёх его фильмах играет фарфоровая Неволина.— Новейшая история отечественного кино: А-И / Любовь Аркус. — М.: СЕАНС, 2001. — 523 с. — с. 372

Многие зрители увидели поступок и не увидели или не захотели увидеть ни мотивов, ни обстоятельств, продиктовавших этот поступок. Виктория страстно мечтала иметь дочь, видя в ней свое продолжение, что естественно и понятно. Но она не хотела связывать отца своего ребёнка со своей нелегкой судьбой тяжело больного человека. Кроме того, она, дочь репрессированного летчика, не хотела портить ему карьеру дипломата. Виктория доказала свою нравственную щепетильность, не приняв предложение стать его женой.

Во многих письмах звучало обвинение героини в моральном падении, разврате и тому подобных грехах, а авторов фильма в пошлости. Мне же поведение героини кажется высоконравственным. Надеюсь, что молодые люди, внимательно и вдумчиво отнесясь к данному фильму, вынесут из его просмотра урок человечности и порядочности.— История российского телевидения, 1907—2000: курс лекций / Илья Григорьевич Кацев. — РГГУ, 2004. — 255 с. — с. 152